# Roman Werfel
Roman Karol Werfel (ur. 24 maja 1906 we Lwowie, zm. 2003 w Wielkiej Brytanii) – polski działacz komunistyczny żydowskiego pochodzenia aktywny w okresie stalinizmu, redaktor naczelny czasopisma Nowe Drogi (1952–1959) oraz dyrektor wydawnictwa Książka i Wiedza.
Ruchem komunistycznym zainteresował się uczęszczając we Lwowie do gimnazjum, od 1922 był tam sekretarzem Komitetu Miejskiego Związku Młodzieży Komunistycznej Polski. W 1923 wstąpił do Komunistycznej Partii Robotniczej Polski (od 1925 KPP), jesienią tego samego roku został aresztowany. Zwolniony z więzienia za kaucją wyjechał do Wiednia, skąd powrócił w 1928 i został oddelegowany do działalności w Komunistycznej Partii Zachodniej Ukrainy, równocześnie był sekretarzem Komunistycznego Związku Młodzieży Polski w Stanisławowie. W 1930 zamieszkał na krótko w Krakowie, a następnie został wysłany do Berlina jako łącznik. W 1931 powrócił do kraju i został sekretarzem Komitetu Okręgowego Komunistycznej Partii Polski w Stanisławowie, za działalność antypaństwową został aresztowany i osadzony w więzieniu. W 1935 wyszedł na wolność, a w 1936 pozbawiono go członkostwa w partii. Zamieszkał we Lwowie, po zajęciu miasta przez Armię Czerwoną objął stanowisko redaktora „Czerwonego Sztandaru” oraz rozpoczął współpracę z „Nowymi Widnokręgami”, został członkiem Wszechzwiązkowej Komunistycznej Partii (bolszewików) (WKP(b)). 
Po ataku Niemiec na ZSRR ewakuowany do Azji Środkowej, skąd wezwano go do Moskwy, gdzie pracował w redakcji wznowionych w maju 1942 „Nowych Widnokręgach”. W 1944 wyjechał do Lublina, gdzie zaangażował się w działalność ideologiczną. Od 2 stycznia 1946  był posłem do Krajowej Rady Narodowej, reprezentując Polską Partię Robotniczą. Był współautorem aktów oskarżenia w większości głośnych procesów politycznych okresu stalinizmu m.in. podczas tzw. „Procesu krakowskiego” wobec Jana Rzepeckiego, Stanisława Mierzwy, Franciszka Niepokólczyckiego oraz Kazimierza Pużaka, Stanisława Tatara i biskupa Czesława Kaczmarka. Przed 1949 pełnił dwukrotnie funkcję redaktora naczelnego „Głosu Ludu”, w styczniu 1952 otrzymał stanowisko redaktora naczelnego „Nowych Dróg”, które były organem prasowym Komitetu Centralnego PZPR. Zaliczany do „puławian” podczas walki o władzę w kierownictwie PZPR w latach pięćdziesiątych. Od marca do maja 1956 równolegle pełnił funkcję redaktora naczelnego „Trybuny Ludu”.
W 1959 opuścił Nowe Drogi i został sekretarzem propagandy w Komitecie Wojewódzkim PZPR we Wrocławiu, a od 1963 dyrektorem Zakładu Historii Stosunków Polsko-Radzieckich Polskiej Akademii Nauk. W 1968 usunięto go z szeregów PZPR, mimo usilnych starań przywrócono go dopiero w 1983. Pod koniec życia wyjechał do córki do Wielkiej Brytanii, gdzie zmarł w 2003.
Bohater jednego z wywiadów w książce Teresy Torańskiej pt. Oni.